# Cephalophyllum griseum
Cephalophyllum griseum är en isörtsväxtart som först beskrevs av Steven A. Hammer och U.Schmiedel, och fick sitt nu gällande namn av H.E.K.Hartmann. Cephalophyllum griseum ingår i släktet Cephalophyllum och familjen isörtsväxter. Inga underarter finns listade i Catalogue of Life.